# Alabás ibne Mandil
Alabás ibne Mandil (al-Abbas ibn Mandil) foi emir dos Banu Mandil, uma família pertencente aos magrauas, que governou a região do rio Chelife de 1226 até sua morte em 1249/1250.

## Vida
Alabás era o filho mais velho de Mandil ibne Abderramão e sucedeu-o em 1226, quando foi assassinado por Iáia ibne Gania, sob consentimento de seus irmãos. Tentou seguir o exemplo de seu pai, mas perdeu todos os domínios de Mandil para seus rivais Banu Tujine e retrocedeu com sua tribo às terras banhadas pelo baixo Chelife, onde governou sob modesto principado. A situação mudou quando, em 1242, após receber apelos dos locais, o emir haféssida Abu Zacaria Iáia (r. 1228–1249) interveio no Magrebe Central, conquistando Tremecém do sultão ziânida Iaguemoracém ibne Zaiane e fazendo-o seu vassalo. Em seu retorno, cedeu Miliana, Tenés, Brechk e Cherchel. Sob Alabás, os magrauas fundaram Mazuna. Ele faleceu em 1249/1250 e foi sucedido por seu irmão Maomé.